# 遅れ込め制御
遅れ込め制御（おくれこめせいぎょ、または単に遅れ込めともいう）とは、鉄道車両のブレーキ制御方法の一つで、列車を構成する各車両ごとの重量・ブレーキ性能の違いに応じたブレーキ力を指示する方式である。従来、不均一ブレーキには大きな危険が伴うために使用が禁止されていたが、遅れ込め制御は安全性が立証され例外として普及したものである。

## 目的
鉄道車両は基本的に車両を連結した列車として運転されることが特徴で、ブレーキ時や推進運転時の座屈脱線（自動車のジャックナイフ現象に相当）防止のため特有の制限があり、各車両で均一に制動力を掛ける均一ブレーキが基本となっている。例えば、旧鉄道六法運転規則では57条に「ブレーキの均等」が規定されている。
一方、電気ブレーキと空気ブレーキを併用する際には、電空協調制御（電空ブレンディングブレーキ制御とも言う）により電気ブレーキと空気ブレーキの制動力分担が制御されている。電気ブレーキを使うことで制輪子の消耗を減らしてメンテナンスのコストを削減でき、回生ブレーキの場合はエネルギーの有効利用にもつながるため、できるだけ電気ブレーキを使いたいという要求がある。電車の編成中にはモーターを備えた電動車（M車）と備えていない付随車（T車）があり、電気ブレーキを使うことができるのはM車のみである。このため本来は禁止されている、M車の電気ブレーキを優先して使いたいという要求が生まれ、これに対応して遅れ込め制御が開発された。

## 実現方法
遅れ込め制御の導入にあたり、列車内に不均一ブレーキによる過度の車両間圧縮・引張荷重が生じないよう、急曲線通過時の電気ブレーキの特性を考慮した車両性能設計と性能確認試験が行なわれた。遅れ込め制御法を不均一ブレーキと差別化するために適用範囲を限定し、「遅れ込め制御」と命名して導入された。
具体的には、列車が必要とするブレーキ指令値に対し、電動車の発電ブレーキ力と粘着力とに余裕が有る場合で、かつ車両間の連結器の圧縮荷重や引っ張り荷重が限度値以内の場合において、電動車側で付随車のブレーキ力を少しだけ分担するということが行われる。そして、編成全体で電気ブレーキ力が不足する場合においては、前述の制限の範囲内で空気ブレーキで補完する。不足するブレーキ力を空気ブレーキで補足する方法にはT車優先とM車優先の方法がある。
例えばT車優先の場合、以下のように制御される。まず、運転台からのブレーキ指令をM車のブレーキ制御装置が受信する。ブレーキ制御装置では、受信したブレーキ指令とユニットを組んでいるM車とT車の重量（空気ばねの空気圧から計算）から必要なブレーキ力を計算し、回生ブレーキ力の指令をモーターを制御している制御装置に送り回生ブレーキを立ち上げる。その後ブレーキ制御装置が制御装置から現在の回生ブレーキ力を受信して、必要なブレーキ力と回生ブレーキ力との差分から必要とする空気ブレーキ力を演算し、T車で必要とされる空気ブレーキを立ち上げる。T車の空気ブレーキでも不足する場合には、続いてM車の空気ブレーキが立ち上がる。
これは、制御装置がVVVFインバータ制御での場合であるが、界磁チョッパ制御や界磁添加励磁制御でも、遅れ込め制御を行う車両がある（山陽電気鉄道5000系電車など）。

## 問題点と対処
ブレーキ指令に対して各車両でブレーキの作動を均一にするには、電気指令式や電磁指令併用式がある。各車両でブレーキ力を均等にするためには、車両に取付けられた応荷重弁による応荷重制御や電空協調制御がある。一般的な電空協調制御では、電気ブレーキ力と空気ブレーキ力との合成力が1つの車両内でも列車内の各車両間でも全て均一になる。しかし、例外的な不均一ブレーキである遅れ込め制御の場合では、ノンブレーキ車両が列車内に生ずることになるため、車両間に圧縮・引張荷重が生ずる点に特徴があり、これが遅れ込め制御の最大の課題となっている。従って、この制御を狭軌の急曲線区間で回生ブレーキを有する新形式電車に導入するにあたっては、過度の遅れ込め制御にならないよう細心の注意を払う必要がある。
以下は異種編成混結列車による競合脱線事故（日本国内では1973年の小田急小田原線・柿生 - 百合ヶ丘間の例）などに学び、安全を最優先にした場合である。
1. 軌間（狭軌）と急曲線（特にR300以下や同程度以下のポイント）の併用線区に対する使用制限
2. 編成内の全電動車化や電動車比率の十分な確保（MT比1:1程度）
3. 湿潤時の粘着力を考慮したトルク設定（定トルク領域の期待粘着係数や減速度を0.12以下）
4. 常用最大ブレーキの半分程度のノッチ範囲（4ノッチ程度）
5. 編成両数（ユニット内編成両数で数両以下）
6. ジャークの制限（0.08g/s程度以下…保安ブレーキ程度）
7. 直流き電区間用の回生ブレーキ車両の場合における回生失効対策（発電ブレーキ併用策）

などについて考慮し、過大な遅れ込めとなる場合には、瞬時的な車両間圧縮荷重を前提にした性能設計と、架線電圧が急変（1350 - 1800V）する本線上での連結器の圧縮荷重や引張荷重が十分に限度値以下（80tの半分以下）となることの確認が求められている。